# Popeyes
Popeyes é uma cadeia multinacional americana de restaurantes de fast food de frango frito fundada em 1972 em Nova Orleans, Louisiana. Desde 2008, sua marca completa é Popeyes Louisiana Kitchen, Inc., e antigamente era conhecida por Popeyes Chicken & Biscuits e Popeyes Famous Fried Chicken & Biscuits. Atualmente é uma subsidiária da Restaurant Brands International, com sede em Toronto.
De acordo com um comunicado da empresa datado de 29 de junho de 2007, o Popeyes é o segundo maior grupo de restaurantes de frango de serviço rápido, medido pelo número de unidades, depois do KFC. Mais de 2.600 restaurantes Popeyes estão em mais de 40 estados e no Distrito de Columbia, Porto Rico e 30 países em todo o mundo. Cerca de trinta locais são de propriedade da empresa, o restante é franqueado.
A 10 de outubro de 2018 a cadeia Popeyes chegou ao Brasil.
Em 2021 a cadeia de restaurante Popeyes anunciou o início de um investimento em abrir mais de 40 restaurantes em 2022 da cadeia em Portugal, investimento que até ao dia de hoje não foi realizado.